# 鵜の山
鵜の山（うのやま）とは、愛知県知多郡美浜町にあるカワウの繁殖地である。

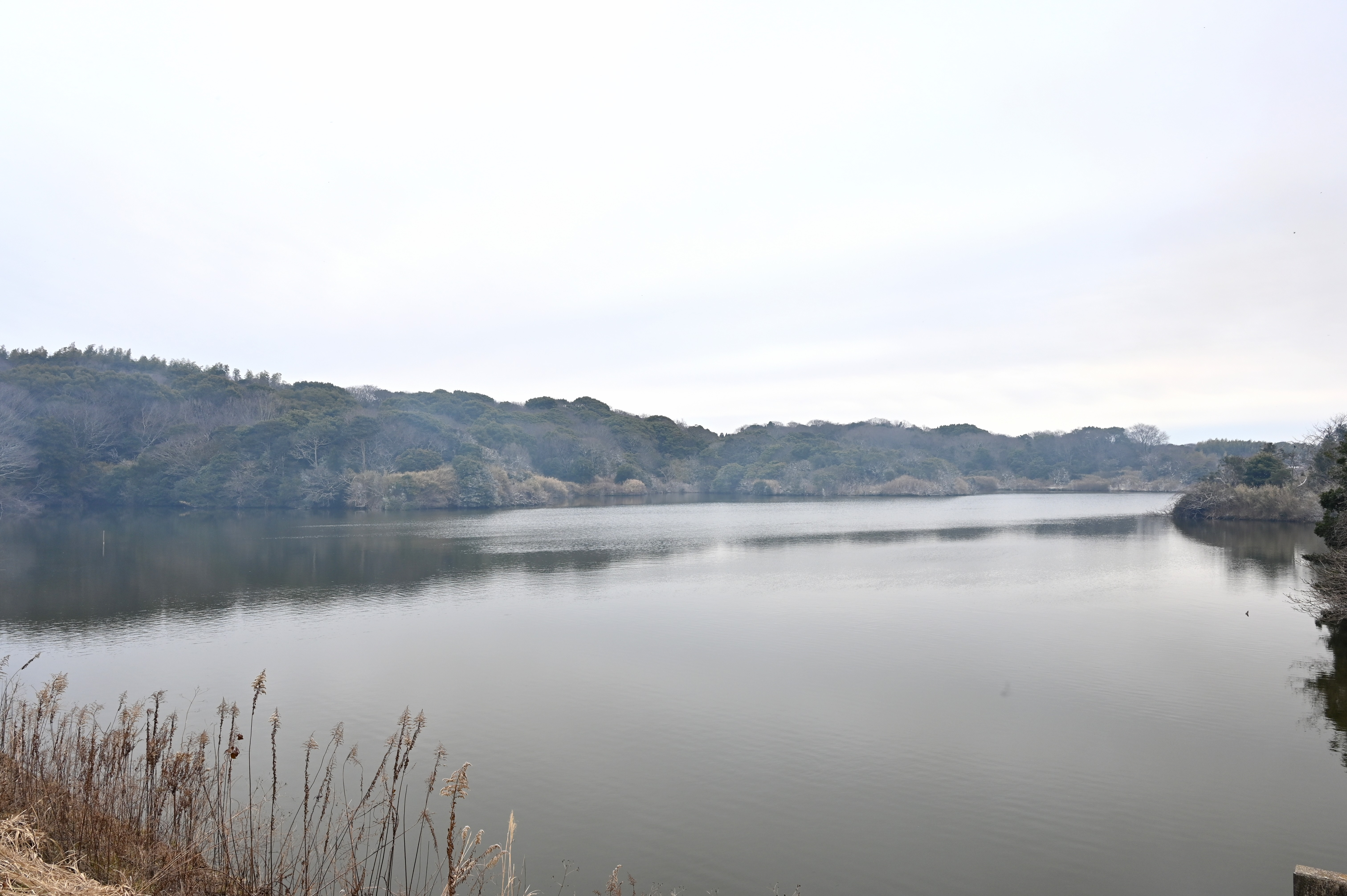
鵜の山ウ繁殖地

## 概要
鵜の山は10haのアカマツ林にカワウが生息する日本有数の繁殖地。天保年間から住み着いていたとの記録もあり、1934年（昭和9年）1月22日に鵜の山ウ繁殖地の名称で国の天然記念物に指定された。
鵜の山は知多半島のほぼ中央に位置しており、東に三河湾、西に伊勢湾を望む小高い丘の上に所在している。鵜の山のカワウはアカマツやコナラなどの二次林の上部に営巣し、毎朝ここから飛び立ち、伊勢湾最奥の木曽・長良・揖斐の3河川の河口下流域、矢作川・豊川など三河湾沿岸河口域まで行動して捕食していることが調査により明らかになっている。
また、長良川の鵜飼いの鵜は、この地のカワウが使われていたが、天然記念物指定後はウミウが使われている。

## 交通アクセス
- 名古屋鉄道知多新線上野間駅から徒歩約20分